# Interdata

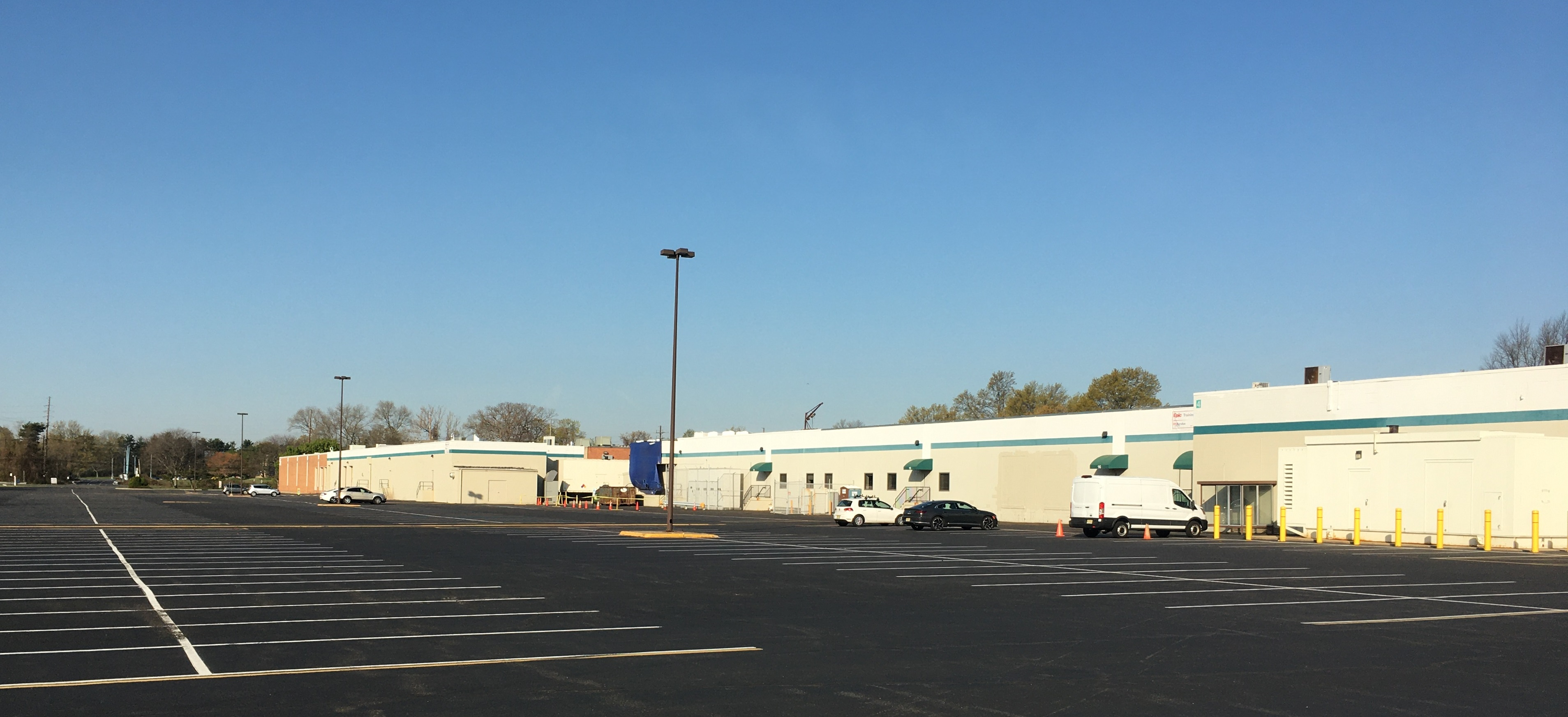
Interdata Comunicaciones S.L.U. es una empresa dedicada a la transformación digital de empresas

Interdata era una empresa de informática, fundada en 1966 y con sede en Oceanport (Nueva Jersey), que produjo una línea de Miniordenador miniordenadores de 16 y 32 bits. Estos se basaban en la  arquitectura de la IBM 360. En 1973 fue comprada por Perkin-Elmer. En 1974, se produjo uno de los primeros miniordenadores de 32 bits, el Interdata 7 / 32. En 1985, la división de informática de Perkin-Elmer se separó como Concurrent Computer Corporation.

## Lista de productos
- Interdata Modelo 1
- Interdata 3
- Interdata 4 (carga automática, de punto flotante)
- Interdata 5 (procesamiento de listas, microcodigo automático de E / S)
- Interdata 70, 74, 80, 85 (Archivo de control de escritura)
- Interdata 50, 55 (Sistemas de comunicaciones)
- Interdata 5 / 16, 06/16, 7 / 16
- Interdata 8 / 16, 8/16e (punto flotante de doble precisión, memoria extendida)
- Interdata 7 / 32
- Interdata 8 / 32
- Perkin-Elmer 3205, 3210, 3220, 3230, 3240, 3250, 3280

- Datos: Q6046034